# Snukraina
Snukraina – album zespołu Farben Lehre wydany w 2008 roku nakładem wytwórni Mystic Production.

## Lista utworów
1. „Corrida” – 3:22
2. „Snukraina” – 3:00
3. „Żywioły” – 3:17
4. „Erato” – 3:18
5. „Ostatni skaut” – 3:18
6. „Pasażerowie” – 3:11
7. „Regemental” – 3:22
8. „Wojna” – 4:02
9. „Chwasty” – 3:34
10. „Farbenia” – 4:10
11. „Spisek” – 3:53
12. „Rzecz nie Pospolita” – 2:36
13. „Corrida” (akustycznie) – 3:13

## Muzycy
- Wojciech Wojda – śpiew, teksty
- Konrad Wojda – gitara, śpiew
- Filip Grodzicki – bas, śpiew
- Adam Mikołajewski – perkusja

gościnnie
- Marika Plucińska – śpiew (3, 9)
- Krzysztof Misiak – gitara akustyczna (13)
- Marek Makles – instrumenty klawiszowe (3, 7, 10, 13)
- Szymon Cirbus – trąbka (1, 13)